# 中島義明
中島 義明（なかじま よしあき、1944年6月24日 - ）は、日本の心理学者。大阪大学名誉教授。

## 略歴
東京都生まれ。1967年東京大学文学部心理学科卒業、1972年同大学院博士課程満期退学、1977年「運動視における定位システムの機能とその特性」で文学博士の学位を取得。1972年東京大学教養学部助手、1980年金沢大学文学部助教授、1983年大阪大学人間科学部助教授、1989年教授、1993～1996年東大社会情報研究所教授を兼任。1998年阪大人間科学部長、2000年人間科学研究科教授、2003年定年退任、名誉教授、早稲田大学人間科学部・人間科学学術院教授。2015年退職。2023年、瑞宝中綬章受章。

## 著書
- 『運動視知覚 基準系とその機能的特性』北大路書房 1988
- 『いま実験心理学は』誠信書房 1992
- 『実験心理学の基礎』誠信書房 1992
- 『情報処理の心理学 認識と「基準」』有斐閣 1995
- 『映像の心理学 マルチメディアの基礎』サイエンス社 新心理学ライブラリ 1996
- 『情報処理心理学 情報と人間の関わりの認知心理学』サイエンス社 コンパクト新心理学ライブラリ 2006
- 『情報の人間科学 認知心理学から考える』コロナ社 2007
- 『認知変数連結論 認知心理学を見つめ直す』コロナ社 2007
- 『映像心理学の理論』有斐閣 2011

### 共編著
- 『人間科学への招待』井上俊,友田泰正共編 有斐閣 1992
- 『実験心理学への招待 実験によりこころを科学する』大山正共編 サイエンス社 新心理学ライブラリ 1993
- 『人間行動学 人間を映す万華鏡』太田裕彦共編著 放送大学教育振興会 1994
- 『すまう 住行動の心理学』大野隆造共編 朝倉書店 人間行動学講座 1996
- 『たべる 食行動の心理学』今田純雄共編 朝倉書店 人間行動学講座 1996
- 『まとう 被服行動の心理学』神山進共編 朝倉書店 人間行動学講座 1996
- 『メディアにまなぶ心理学』編 有斐閣ブックス 1996
- 『フロンティア人間科学 「総合学」をめざして』太田裕彦共編著 放送大学教育振興会 1998
- 『心理学辞典』子安増生,繁桝算男,箱田裕司,安藤清志,坂野雄二,立花政夫共編 有斐閣 1999
- 『現代心理学「理論」事典』編 朝倉書店 2001
- 『人間科学の可能性 情報・環境・時間からウォッチングする』太田裕彦共編著 放送大学教育振興会 2003
- 『新・心理学の基礎知識』繁桝算男,箱田裕司共編 有斐閣ブックス 2005
- 『「環境」人間科学』根ヶ山光一共編 朝倉書店 現代人間科学講座 2008
- 『「健康福祉」人間科学』木村一郎共編 朝倉書店 現代人間科学講座 2008
- 『「情報」人間科学』野嶋栄一郎共編 朝倉書店 現代人間科学講座 2008
- 『現代心理学〈事例〉事典』編 朝倉書店 2012